# Plutorectis fulva
Plutorectis fulva är en fjärilsart som beskrevs av Turner 1947. Plutorectis fulva ingår i släktet Plutorectis och familjen säckspinnare. Inga underarter finns listade i Catalogue of Life.